# 生活格調
生活格調，是日本現役純種競賽馬匹。目前主要勝利有2023年聖烈特紀念、2024年葉森盃及產經賞。

## 出賽前
2020年3月8日出生於北海道日高町廣富牧場，成長途中於拍賣會上被北部牧場以2090萬日圓購入後在一口馬主俱樂部Carrot Farm Co. Ltd.進行馬主募集。
其後交由美浦訓練中心練馬師田中博康訓練。

## 競賽生涯

### 2歲
2022年11月13日出戰東京競馬場2歲新馬戰，比賽初段佔據先頭有利位置，但在直路上和初日高升纏鬥時處於下風，最終以頸位差距敗於對手取得第二。
其後出戰2歲未勝利戰，再度採用前置戰術下在彎道經已準備發力，於直路最後200米取得領先下繼續衝刺，最終拉開後方3 1/2馬位取得首勝。

### 3歲
2023年3月出戰3歲一捷馬戰，比賽途中一直維持在先頭第二的位置，在直路上雖然展現不俗的衝勢，但始終無法追過領放馬Theo，最終以頭位差距取得第二。
5月繼續出戰3歲一捷馬戰，本次比賽維持在約莫第三的位置展開推進，於直路上稍微加速下經已進入狀態，最終以5馬位的優勢取得勝利。
夏季挑戰三級賽日經電台賞，比賽初段位置在中團附近的位置等待時機，於彎道處開始抽出外檔望空準備衝刺。進入直路後，其隨即在中外檔展開不俗的加速，同時跑出全場最快末腳，但仍然敗於傲蹄巴魯及雪朗峰取得第三。
進入秋季後，其選擇以聖烈特紀念作為熱身賽，賽前取得第二人氣。比賽開始後，其維持在約莫中團的位置逐步推進，於彎道處開始向外抽出尋找有利位置。進入直路後，其再度展現優秀的速度不斷突破透出，最終亦成功阻止初日高升的攻勢取得首個分級賽冠軍。
其後未有前往經典三冠尾關菊花賞，而是在休養後遠征香港出戰香港瓶，但在比賽途中毫無反應下在直路不斷墮退，最終以第八落敗。

### 4歲
2024年上半年休養過後於5月的新潟大賞典作為復出戰，雖然比賽途中維持在第五、六左右的先頭位置，但在直路上未能順利維持走勢下以第十一落敗。
其後選擇以葉森盃作為目標，比賽初段稍為放緩節奏位置在中團的位置，同時一直處於其他賽駒後方保持遮擋。進入直路後，其隨即嚮應騎師李慕華的指揮尋找位置加速衝刺，最終轟出後600米33.7秒的末腳速度下成功超越所有對手，以2馬位優勢取得勝利。
放草過後在秋季出戰產經賞，本次比賽重拾前置戰術位置在第三的喴之，於通過彎道時候仍然保持自身的節奏推進。進入直路後，其選擇在內欄位置展開突破，成功穿插突圍之下壓制前方賽駒，最終以1/2馬位優勢戰勝Auswahl取得第三個分級賽冠軍。
10月下旬按照計劃出戰秋季天皇賞，然而受到大外檔第14檔起步的影響下其無法進佔有利位置，在直路上的衝勢亦不明顯下未能上前，最終僅跑獲第八的戰績。

### 5歲
2025年首戰為美國賽馬會盃，本次比賽其選擇於中團位置展開推進，然而進入直路後未有明顯的加速勢頭，最終陷入馬群之中也以第十二落敗。
其後選擇以本年度新升格為分級賽的白鷺錦標作為目標，比賽初段維持在約莫第五、六附近的位置推進，在直路上嘗試加速衝刺，但受限於59公斤的頂磅下未能完全發力，最終以第七落敗。

### 詳細賽績
| 日期       | 舉辦國家/地區 | 馬場 | 距離   | 級別 | 賽事名稱     | 負重 | 騎師     | 馬號 | 出馬 | 名次 | 時間    | 頭馬（二馬）         |
| ---------- | ------------- | ---- | ------ | ---- | ------------ | ---- | -------- | ---- | ---- | ---- | ------- | -------------------- |
| 13/11/2022 | 日本          | 東京 | 草1800 |      | 2歲新馬      | 55   | 馬昆     | 6    | 9    | 2    | 1:50.8  | 初日高升             |
| 10/12/2022 | 日本          | 中山 | 草1800 |      | 2歳未勝利    | 55   | 馬昆     | 2    | 16   | 1    | 1:48.4  | （Salvatore）        |
| 25/3/2023  | 日本          | 中山 | 草1800 |      | 3歲一捷馬戰  | 56   | 戶崎圭太 | 9    | 11   | 2    | 1:54.6  | Theo                 |
| 14/5/2023  | 日本          | 東京 | 草1800 |      | 3歲一捷馬戰  | 56   | 連達文   | 3    | 13   | 1    | 1:47.4  | （Wide Aladdin）     |
| 2/7/2023   | 日本          | 福島 | 草1800 | GIII | 日經電台賞   | 56   | 戶崎圭太 | 14   | 16   | 3    | 1:47.0  | 傲蹄巴魯             |
| 18/9/2023  | 日本          | 中山 | 草2200 | GII  | 聖烈特紀念   | 56   | 莫雷拉   | 4    | 15   | 1    | 2:11.4  | （初日高升）         |
| 10/12/2023 | 香港          | 沙田 | 草2400 | GI   | 香港瓶       | 55   | 莫雷拉   | 8    | 8    | 8    | 2:32.16 | 真強                 |
| 5/5/2024   | 日本          | 新潟 | 草2000 | GIII | 新潟大賞典   | 58   | 津村明秀 | 15   | 16   | 11   | 2:01.1  | Yamanin Salvum       |
| 9/6/2024   | 日本          | 東京 | 草1800 | GIII | 葉森盃       | 59   | 李慕華   | 6    | 18   | 1    | 1:44.7  | （Nishino Souvenir） |
| 22/9/2024  | 日本          | 中山 | 草2200 | GII  | 產經賞       | 57   | 李慕華   | 4    | 15   | 1    | 2:11.8  | （Auswahl）          |
| 27/10/2024 | 日本          | 東京 | 草2000 | GI   | 秋季天皇賞   | 58   | 李慕華   | 14   | 15   | 8    | 1:57.8  | 勝局在望             |
| 26/1/2025  | 日本          | 中山 | 草2200 | GII  | 美國賽馬會盃 | 58   | 李慕華   | 2    | 18   | 12   | 2:13.2  | 野田分位             |
| 22/6/2025  | 日本          | 阪神 | 草1600 | GIII | 白鷺錦標     | 59   | 川田將雅 | 6    | 14   | 7    | 1:33.5  | Keep Calm            |

## 血統簡介
父系不撓真鋼為日本賽駒，生涯戰績優秀，並活躍於一哩賽事，曾於2016年勝出杜拜草地大賽。祖父大震撼亦是日本賽駒，為日本賽馬史上第二匹無敗三冠馬，生涯出戰十四場賽事僅得兩場未能勝出，退役後配種成績亦極為優秀。
母系Tokai Life為日本賽駒，生涯僅勝出條件戰級別的賽事。外祖父東海帝皇亦是日本賽駒，生涯戰績優秀，除於1991年以無敗姿態奪得皋月賞及東京優駿（日本打吡）外，亦於1992年及1993年分別贏得日本盃及有馬紀念。

### 血統表
| 父線：週日寧靜系（Halo系）                       |                              |                              |                |
| 種馬 不撓真鋼 2012年（棗色）                     | 大震撼 2002年（棗色）        | 週日寧靜                     | Halo           |
| 種馬 不撓真鋼 2012年（棗色）                     | 大震撼 2002年（棗色）        | 週日寧靜                     | Wishing Well   |
| 種馬 不撓真鋼 2012年（棗色）                     | 大震撼 2002年（棗色）        | 風中秀髮                     | Alzao          |
| 種馬 不撓真鋼 2012年（棗色）                     | 大震撼 2002年（棗色）        | 風中秀髮                     | Burghclere     |
| 種馬 不撓真鋼 2012年（棗色）                     | Loves Only Me 2006年（棗色） | 風暴貓                       | 雷鳥           |
| 種馬 不撓真鋼 2012年（棗色）                     | Loves Only Me 2006年（棗色） | 風暴貓                       | Terlingua      |
| 種馬 不撓真鋼 2012年（棗色）                     | Loves Only Me 2006年（棗色） | Monevassia                   | 淘金者         |
| 種馬 不撓真鋼 2012年（棗色）                     | Loves Only Me 2006年（棗色） | Monevassia                   | Miesque        |
| 繁殖雌馬 Tokai Life 2007年（深棗色）             | 東海帝皇 1988年（棗色）      | 魯鐸象徵 1981年（棗色）      | 巴索隆         |
| 繁殖雌馬 Tokai Life 2007年（深棗色）             | 東海帝皇 1988年（棗色）      | 魯鐸象徵 1981年（棗色）      | Sweet Luna     |
| 繁殖雌馬 Tokai Life 2007年（深棗色）             | 東海帝皇 1988年（棗色）      | Tokai Natural 1982年（棗色） | Nice Dancer    |
| 繁殖雌馬 Tokai Life 2007年（深棗色）             | 東海帝皇 1988年（棗色）      | Tokai Natural 1982年（棗色） | Tokai Midori   |
| 繁殖雌馬 Tokai Life 2007年（深棗色）             | Favori 1996年（棕色）        | Real Shadai                  | 雷弼圖         |
| 繁殖雌馬 Tokai Life 2007年（深棗色）             | Favori 1996年（棕色）        | Real Shadai                  | Desert Vixen   |
| 繁殖雌馬 Tokai Life 2007年（深棗色）             | Favori 1996年（棕色）        | Bay Leaf Suita               | Targowice      |
| 繁殖雌馬 Tokai Life 2007年（深棗色）             | Favori 1996年（棕色）        | Bay Leaf Suita               | Maggie Sanitsu |
| 雌系：號族：5                                    |                              |                              |                |
| 五代內近親交配：Hail to Reason 5×5、北地舞人 5×5 |                              |                              |                |

## 命名由來
名字Lebensstil（レーベンスティール）於德語中，意思為「生活的方式」，聯想自母系Tokai Life之名字，香港則取其意，翻譯為「生活格調」。

## 外部連結
- 生活格調 netkeiba.com
- 血統表